# James Paine (Architekt)
James Paine (1717–1789) war ein englischer Architekt. Er entwarf vor allem Landhäuser wie das Chatsworth House, Thorndon Hall und Kedleston Hall.

## Werdegang
James Paine studierte an der St. Martin’s Lane Academy in London. Dort wurde Lord Burlington auf ihn aufmerksam, der Paine in seinen Kreis aufnahm.
Seine erste Stelle war 1737 die eines Bauleiters beim Bau des Hauses Nostell Priory durch den Amateurarchitekten Colonel James Moyser für Sir Rowland Winn. Während der siebenjährigen Bauzeit zeichnete Paine für die Gestaltung des Interieurs verantwortlich.
1745 wurde er von der Doncaster Corporation für die Gestaltung eines Herrenhauses beauftragt.
Nach dem Tode von Daniel Garrett 1753 übernahm Paine dessen Arbeit in London und im Nordwesten von England. So entwarf er den Landsitz des Duke von Northumerland in Alnwick Castle, Norfolk und Devonshire bei Chatsworth.
In London arbeitete er als Bauleiter am Queen’s House in Greenwich und der Royal Mews in Charing Cross. Andere Arbeiten waren z. B. das Lincoln’s Inn und ein Haus für Sir Matthew Featherstonhaugh.
Er starb 1789 in Paris zur Zeit der französischen Revolution.

## Werk
James Paine entwarf vor allem große Häuser mit beeindruckenden Treppenhäusern für die Aristokratie und den Landadel. Außerdem baute er bereits bestehende Häuser um und konstruierte Tempel, Pavillons und Brücken. Zu seinen Vorbildern zählen Andrea Palladio und Inigo Jones.